# 1386 Storeria
1386 Storeria è un asteroide della fascia principale. Scoperto nel 1935, presenta un'orbita caratterizzata da un semiasse maggiore pari a 2,3649263 UA e da un'eccentricità di 0,2855763, inclinata di 11,81217° rispetto all'eclittica.
L'asteroide è stato dedicato a N. Wyman Storer, professore dell'Università del Kansas.